# Division I i bandy 1980/1981
Division I i bandy 1980/1981 var Sveriges högsta division i bandy för herrar säsongen 1980/1981. Södergruppsvinnaren IF Boltic lyckades vinna svenska mästerskapet efter seger med 4-3 mot norrgruppstrean Selångers SK i finalmatchen på Söderstadion i Stockholm den 22 mars 1981.

## Upplägg
Lag 1-4 i respektive grupp av de två geografiskt indelade 10-lagsgrupperna gick till slutspel, och lag 7-10 i respektive grupp flyttades ned till Division II, som från säsongen 1981/1982 fick namnet Division I, då seriesystemet lades om och den högsta divisionen, som fram till nu hade hetat Division I, officiellt blev Allsvenskan och minskades till två geografiskt indelade åttalagsgrupper.

## Förlopp
Skytteligan vanns av Mikael Arvidsson, Villa BK med 37 fullträffar..

## Seriespelet

### Division I norra
Spelades 30 november 1980-1 mars 1981.
| Nr | Lag            | S  | V  | O | F  | +/-      | P  |
| -- | -------------- | -- | -- | - | -- | -------- | -- |
| 1  | Sandvikens AIK | 18 | 14 | 1 | 3  | 84 - 46  | 29 |
| 2  | Edsbyns IF     | 18 | 10 | 4 | 4  | 55 - 51  | 24 |
| 3  | Selångers SK   | 18 | 10 | 2 | 6  | 62 - 47  | 22 |
| 4  | Brobergs IF    | 18 | 10 | 1 | 7  | 89 - 72  | 21 |
| 5  | Ljusdals BK    | 18 | 10 | 0 | 8  | 88 - 66  | 20 |
| 6  | Västerås SK    | 18 | 7  | 6 | 5  | 74 - 52  | 20 |
| 7  | IK Sirius      | 18 | 7  | 3 | 8  | 72 - 65  | 17 |
| 8  | Bollnäs GoIF   | 18 | 6  | 1 | 11 | 67 - 87  | 13 |
| 9  | Falu BS        | 18 | 4  | 4 | 10 | 51 - 74  | 13 |
| 10 | Västanfors IF  | 18 | 1  | 0 | 17 | 31 - 113 | 2  |

### Division I södra
Spelades 30 november 1980-1 mars 1981.
| Nr | Lag             | S  | V  | O | F  | +/-     | P  |
| -- | --------------- | -- | -- | - | -- | ------- | -- |
| 1  | IF Boltic       | 18 | 15 | 2 | 1  | 96 - 34 | 32 |
| 2  | Villa BK        | 18 | 14 | 0 | 4  | 92 - 53 | 28 |
| 3  | Ale Surte SK    | 18 | 9  | 4 | 5  | 67 - 54 | 22 |
| 4  | Örebro SK       | 18 | 9  | 3 | 6  | 53 - 42 | 21 |
| 5  | IFK Motala      | 18 | 6  | 6 | 6  | 50 - 51 | 18 |
| 6  | Katrineholms SK | 18 | 8  | 2 | 8  | 63 - 68 | 18 |
| 7  | Nässjö IF       | 18 | 5  | 2 | 11 | 48 - 63 | 12 |
| 8  | IF Göta         | 18 | 4  | 3 | 11 | 44 - 75 | 11 |
| 9  | Hälleforsnäs IF | 18 | 3  | 3 | 12 | 53 - 80 | 9  |
| 10 | Tranås BoIS     | 18 | 3  | 3 | 12 | 37 - 83 | 9  |

## Seriematcherna

### Norrgruppen
| - 30 november 1980 Falu BS-Ljusdals BK 3-4 - 30 november 1980 Brobergs IF-Bollnäs GIF 4-5 - 30 november 1980 Edsbyns IF-Selånger SK 3-2 - 30 november 1980 IK Sirius-Västanfors IF 3-1 - 30 november 1980 Västerås SK-Sandvikens AIK 1-3 - 7 december 1980 Bollnäs-Falun 2-2 - 7 december 1980 Ljusdal-Sirius 4-3 - 7 december 1980 Sandviken-Edsbyn 3-1 - 7 december 1980 Selånger-Broberg 2-6 - 7 december 1980 Västanfors-Västerås 2-7 - 14 december 1980 Broberg-Sandviken 3-6 - 14 december 1980 Edsbyn-Västanfors 6-1 - 14 december 1980 Selånger-Bollnäs 1-6 - 14 december 1980 Sirius-Falun 8-0 - 14 december 1980 Västerås-Ljusdal 7-3 - 21 december 1980 Bollnäs-Sirius 6-3 - 21 december 1980 Falun-Västerås 0-3 - 21 december 1980 Ljusdal-Edsbyn 5-7 - 21 december 1980 Sandviken-Selånger 3-5 - 21 december 1980 Västanfors-Broberg 2-8 - 26 december 1980 Broberg-Ljusdal 3-6 - 26 december 1980 Edsbyn-Bollnäs 4-2 - 26 december 1980 Sandviken-Falun 3-6 - 26 december 1980 Selånger-Västanfors 3-0 - 26 december 1980 Västerås-Sirius 3-3 - 28 december 1980 Bollnäs-Västerås 3-8 - 28 december 1980 Falun-Broberg 6-7 - 28 december 1980 Ljusdal-Selånger 0-2 - 28 december 1980 Sirius-Edsbyn 7-2 - 28 december 1980 Västanfors-Sandviken 1-2 - 2 januari 1981 Edsbyn-Broberg 2-4 - 4 januari 1981 Ljusdal-Bollnäs 6-3 - 4 januari 1981 Sandviken-Sirius 8-2 - 4 januari 1981 Selånger-Västerås 2-2 - 4 januari 1981 Västanfors-Falun 4-1 - 6 januari 1981 Falun-Västanfors 4-0 - 6 januari 1981 Sirius-Sandviken 2-3 - 6 januari 1981 Västerås-Selånger 3-0 - 7 januari 1981 Broberg-Edsbyn 2-4 - 8 januari 1981 Bollnäs-Ljusdal 4-3 - 11 januari 1981 Bollnäs-Sandviken 1-2 - 11 januari 1981 Falun-Edsbyn 3-4 - 11 januari 1981 Ljusdal-Västanfors 9-2 - 11 januari 1981 Sirius-Selånger 3-6 - 11 januari 1981 Västerås-Broberg 4-4 | - 14 januari 1981 Broberg-Sirius 3-4 - 14 januari 1981 Edsbyn-Västerås 5-3 - 14 januari 1981 Selånger-Falun 2-2 - 14 januari 1981 Västanfors-Bollnäs 3-4 - 15 januari 1981 Sandviken-Ljusdal 7-3 - 21 januari 1981 Bollnäs-Västanfors 10-4 - 21 januari 1981 Falun-Selånger 3-6 - 21 januari 1981 Ljusdal-Sandviken 2-4 - 21 januari 1981 Sirius-Broberg 7-4 - 21 januari 1981 Västerås-Edsbyn 1-1 - 25 januari 1981 Broberg-Västerås 5-3 - 25 januari 1981 Edsbyn-Falun 2-2 - 25 januari 1981 Sandviken-Bollnäs 13-4 - 25 januari 1981 Selånger-Sirius 2-1 - 25 januari 1981 Västanfors-Ljusdal 1-10 - 28 januari 1981 Falun-Sandviken 1-3 - 28 januari 1981 Ljusdal-Broberg 7-1 - 28 januari 1981 Sirius-Västerås 2-2 - 28 januari 1981 Västanfors-Selånger 1-3 - 30 januari 1981 Bollnäs-Edsbyn 2-3 - 1 februari 1981 Broberg-Falun 6-3 - 1 februari 1981 Edsbyn-Sirius 2-2 - 1 februari 1981 Sandviken-Västanfors 9-2 - 1 februari 1981 Selånger-Ljusdal 6-2 - 1 februari 1981 Västerås-Bollnäs 5-4 - 19 februari 1981 Broberg-Västanfors 9-2 - 19 februari 1981 Edsbyn-Ljusdal 4-2 - 19 februari 1981 Selånger-Sandviken 3-4 - 19 februari 1981 Sirius-Bollnäs 6-5 - 19 februari 1981 Västerås-Falun 2-2 - 22 februari 1981 Bollnäs-Selånger 0-6 - 22 februari 1981 Falun-Sirius 5-4 - 22 februari 1981 Ljusdal-Västerås 5-4 - 22 februari 1981 Sandviken-Broberg 4-5 - 22 februari 1981 Västanfors-Edsbyn 1-2 - 25 februari 1981 Bollnäs-Broberg 2-9 - 25 februari 1981 Ljusdal-Falun 10-3 - 25 februari 1981 Sandviken-Västerås 6-3 - 25 februari 1981 Selånger-Edsbyn 8-2 - 25 februari 1981 Västanfors-Sirius 2-10 - 1 mars 1981 Broberg-Selånger 6-3 - 1 mars 1981 Edsbyn-Sandviken 1-1 - 1 mars 1981 Falun-Bollnäs 5-4 - 1 mars 1981 Sirius-Ljusdal 2-7 - 1 mars 1981 Västerås-Västanfors 13-2 |

### Södergruppen
| - 30 november 1980 IF Göta-IF Nässjö 3-2 - 30 november 1980 Katrineholms SK-IF Boltic 3-3 - 30 november 1980 Ale Surte SK-IFK Motala 4-0 - 30 november 1980 Tranås BoIS-Örebro SK 0-1 - 30 november 1980 Villa BK-Hälleforsnäs IF 4-1 - 7 december 1980 Boltic-Ale Surte 5-1 - 7 december 1980 Hälleforsnäs-Tranås 4-4 - 7 december 1980 Motala-Villa 1-0 - 7 december 1980 Nässjö-Katrineholm 4-3 - 7 december 1980 Örebro-IF Göta 1-0 - 12 december 1980 Villa-Boltic 4-3 - 14 december 1980 IF Göta-Hälleforsnäs 7-1 - 14 december 1980 Ale Surte-Katrineholm 4-3 - 14 december 1980 Tranås-Motala 4-3 - 14 december 1980 Örebro-Nässjö 5-1 - 21 december 1980 Boltic-Tranås 7-3 - 21 december 1980 Hälleforsnäs-Örebro 2-2 - 21 december 1980 Katrineholm-Villa 2-7 - 21 december 1980 Motala-IF Göta 1-1 - 21 december 1980 Nässjö-Ale Surte 4-4 - 26 december 1980 IF Göta-Boltic 2-6 - 26 december 1980 Hälleforsnäs-Katrineholm 2-3 - 26 december 1980 Tranås-Nässjö 2-1 - 26 december 1980 Villa-Ale Surte 6-4 - 26 december 1980 Örebro-Motala 1-1 - 28 december 1980 Boltic-Örebro 3-0 - 28 december 1980 Katrineholm-IF Göta 7-1 - 28 december 1980 Motala-Hälleforsnäs 7-2 - 28 december 1980 Nässjö-Villa 4-3 - 28 december 1980 Ale Surte-Tranås 2-2 - 4 januari 1981 Boltic-Nässjö 5-2 - 4 januari 1981 Hälleforsnäs-Ale Surte 2-4 - 4 januari 1981 Motala-Katrineholm 7-4 - 4 januari 1981 Tranås-IF Göta 4-2 - 4 januari 1981 Örebro-Villa 3-5 - 6 januari 1981 IF Göta-Tranås 5-4 - 6 januari 1981 Katrineholm-Motala 2-1 - 6 januari 1981 Nässjö-Boltic 1-3 - 6 januari 1981 Ale Surte-Hälleforsnäs 1-1 - 6 januari 1981 Villa-Örebro 4-1 - 11 januari 1981 Boltic-Motala 11-3 - 11 januari 1981 Katrineholm-Tranås 6-0 - 11 januari 1981 Nässjö-Hälleforsnäs 3-1 - 11 januari 1981 Ale Surte-Örebro 2-3 - 11 januari 1981 Villa-IF Göta 4-3 | - 14 januari 1981 IF Göta-Ale Surte 5-8 - 14 januari 1981 Hälleforsnäs-Boltic 1-2 - 14 januari 1981 Motala-Nässjö 3-1 - 14 januari 1981 Tranås-Villa 0-8 - 14 januari 1981 Örebro-Katrineholm 9-0 - 21 januari 1981 Boltic-Hälleforsnäs 10-0 - 21 januari 1981 Katrineholm-Örebro 4-3 - 21 januari 1981 Nässjö-Motala 1-1 - 21 januari 1981 Ale Surte-IF Göta 8-0 - 21 januari 1981 Villa-Tranås 5-2 - 25 januari 1981 IF Göta-Villa 3-6 - 25 januari 1981 Hälleforsnäs-Nässjö 8-2 - 25 januari 1981 Motala-Boltic 2-2 - 25 januari 1981 Tranås-Katrineholm 1-4 - 25 januari 1981 Örebro-Ale Surte 4-3 - 28 januari 1981 Boltic-IF Göta 6-0 - 28 januari 1981 Katrineholm-Hälleforsnäs 5-4 - 28 januari 1981 Motala-Örebro 3-3 - 28 januari 1981 Nässjö-Tranås 8-0 - 28 januari 1981 Ale Surte-Villa 3-2 - 1 februari 1981 IF Göta-Katrineholm 4-4 - 1 februari 1981 Tranås-Ale Surte 4-4 - 1 februari 1981 Villa-Nässjö 6-2 - 1 februari 1981 Örebro-Boltic 2-4 - 2 februari 1981 Hälleforsnäs-Motala 3-4 - 19 februari 1981 IF Göta-Motala 1-1 - 19 februari 1981 Ale Surte-Nässjö 5-2 - 19 februari 1981 Tranås-Boltic 1-4 - 19 februari 1981 Villa-Katrineholm 7-4 - 19 februari 1981 Örebro-Hälleforsnäs 4-3 - 22 februari 1981 Boltic-Villa 8-1 - 22 februari 1981 Hälleforsnäs-IF Göta 4-1 - 22 februari 1981 Katrineholm-Ale Surte 1-2 - 22 februari 1981 Motala-Tranås 7-1 - 22 februari 1981 Nässjö-Örebro 2-4 - 25 februari 1981 Boltic-Katrineholm 6-3 - 25 februari 1981 Hälleforsnäs-Villa 6-13 - 25 februari 1981 Motala-Ale Surte 2-3 - 25 februari 1981 Nässjö-IF Göta 5-2 - 25 februari 1981 Örebro-Tranås 4-1 - 1 mars 1981 IF Göta-Örebro 4-3 - 1 mars 1981 Katrineholm-Nässjö 5-3 - 1 mars 1981 Ale Surte-Boltic 5-8 - 1 mars 1981 Tranås-Hälleforsnäs 4-8 - 1 mars 1981 Villa-Motala 7-3 |

## Slutspel om svenska mästerskapet 1981

### Kvartsfinaler (bäst av tre matcher)
- 6 mars 1981: Sandvikens AIK-Villa Lidköping BK 5-1
- 6 mars 1981: Örebro SK-Selånger SK 2-3
- 6 mars 1981: IF Boltic-Brobergs IF 2-3
- 6 mars 1981: Edsbyns IF-Ale Surte SK 4-5

- 8 mars 1981: Villa Lidköping BK-Sandvikens AIK 4-1
- 8 mars 1981: Selånger SK-Örebro SK 7-2 (Selånger SK vidare med 2-0 i matcher)
- 8 mars 1981: Brobergs IF-IF Boltic 3-5
- 8 mars 1981: Ale Surte SK-Edsbyns IF 2-3

- 10 mars 1981: Sandvikens AIK-Villa Lidköping BK 3-7 (Villa Lidköping BK vidare med 2-1 i matcher)
- 10 mars 1981: Ale Surte SK-Edsbyns IF 6-5 (Ale Surte SK vidare med 2-1 i matcher)
- 10 mars 1981: IF Boltic-Brobergs IF 4-3 (IF Boltic vidare med 2-1 i matcher)

### Semifinaler (bäst av tre matcher)
- 13 mars 1981: Villa Lidköping BK-Selånger SK 2-3
- 13 mars 1981: Ale Surte SK-IF Boltic 4-7

- 14 mars 1981: Selånger SK-Villa Lidköping BK 5-2 (Selånger SK vidare med 2-0 i matcher)
- 15 mars 1981: IF Boltic-Ale Surte SK 4-0 (IF Boltic vidare med 2-0 i matcher)

### Finaler
- 22 mars 1981: IF Boltic-Selångers SK 4-3 (Söderstadion, Stockholm)

## Svenska mästarna
Mall:IF Boltic 1980/1981